# BKV
BKV (Budapesti Közlekedési Zrt.; tidigare: Budapesti Közlekedési Vállalat) är namnet på det tidigare trafikverket och numera största kollektivtrafikbolaget i den ungerska huvudstaden Budapest.

## Fordon

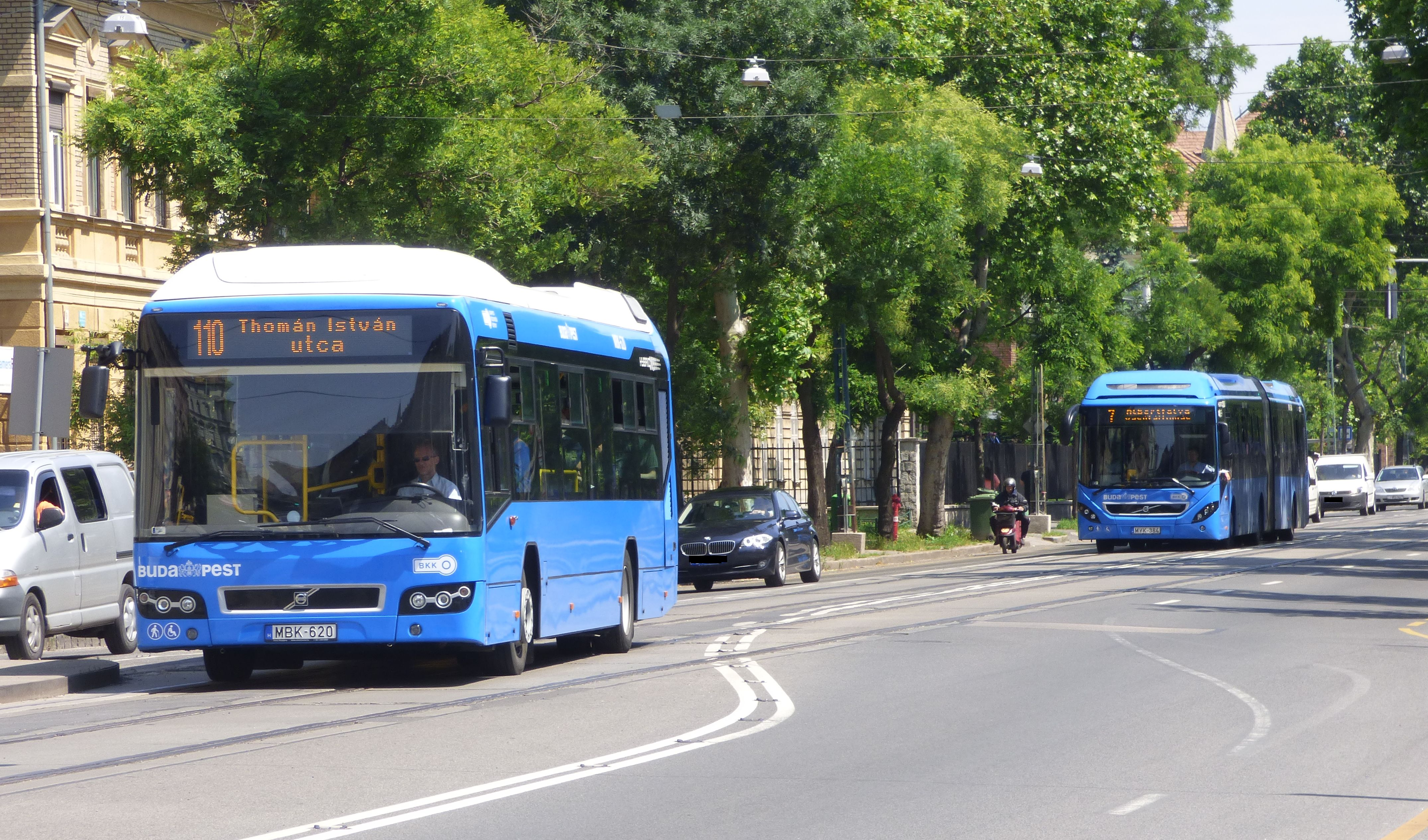
BKV-Volvo-hybridbussar.

Det stadsägda BKV kör huvuddelen av kollektivtrafiken i den ungerska huvudstaden, 400 diesel-bussar på 90 zoner, 15 elektriska trådbusslinjer, spårvagnarna, tunnelbanan och en kuggstångsbana. Dragspelsbussen är ett kännetecken för Budapest. Eftersom de äldsta fordonen fortfarande är ifrån tidiga 2000-talet drivs de flesta på just diesel, vilket har blivit lite av en standard för BKV. Det finns även ett mindre antal gasdrivna och hybriddrivna bussar som importerats. Budapests spårväg består av 32 linjer på ett av världens största nät med sina 155 km och har bl.a. världens längsta spårvagnar. Budapests tunnelbana är inte alls lika massiv som den övriga kollektivtrafiken, tre stora system (linjerna M2, M3 & M4) och ett mindre tunnelbanesystem (linje M1) som är över 100 år gammal. Tunnelbanan ska byggas ut med en extra linje (M5) som ännu är under planeringsstadiet. Det finns också en kuggstångsbana som består av en linje. Tidigare körde man också lokalbanetrafiken som består av fem linjer men den togs över av ungerska statens järnvägar, MÁV 2016. Även snabbtåg till flygplatsen Budapest-Ferenc Liszts internationella flygplats håller på att byggas ut. I dagsläget får man ta sig till flygplatsen med taxi eller buss om man vill resa kollektivt.

## Statistik
Ungefär 55% av trafiken i Budapest, staden med ungefär 1,7 miljoner invånare, står BKV för, 45% är privata bilar. År 2003 hade 1,4 miljarder personer valt att resa med BKV.

## Uppdelning
2010 delades bolaget upp i två delar där moderbolaget BKV som har hand om linjerna, taxan och biljetterna döptes om till Budapesti Közlekedési Központ, BKK. Dotterbolaget BKV som kör fordonen har dock fått behålla sitt gamla namn men är nu enbart en operatör.

## Upphandlad trafik
För att råda bot på de mest akuta problemen med ekonomin beslutade BKV i samråd med BKK att avsäga sig två tredjedelar av busstrafiken för att undvika en konkurs. Lösningen blev då att som i många andra städer lägga ut den trafiken på entreprenad genom offentliga upphandlingar.
Idag körs busstrafiken av tre olika operatörer: Arriva, Volánbusz och BKV som alla kör en tredjedel var.

## Finansiering
Sedan kommunismens fall i Ungern har BKV konstant blivit plågade av bristen på pengar för att införskaffa nya modernare fordon. I genomsnitt är en buss cirka femton år gammal. Företaget drar in ungefär 50% på biljetterna av vad det egentligen kostar att driva alla fordon. Staten undviker EU:s regler för att inte förlora kontrollen helt och kompenserar BKV-företaget med operativa kostnader och amorteringsbelopp. BKV tror inte på att staten tänker satsa på nya fordon, men BKV överlever genom att sälja gamla garage och diverse saker.
Vid årsskiftet 2005/2006 köpte BKV in ett hundratal låggolvsbussar av modellerna Volvo 7000 och Volvo 7000A genom ett samarbete med den ungerska generalagenten för Volvo-bussar, Alfa Busz. De nya bussarna togs i bruk inom loppet av fem år. 2012 köptes ett antal begagnade Volvo 7700 och Volvo7700A in ifrån Polen för att ersätta de äldsta bussarna av modellerna Ikarus 260 och Ikarus 280.
Under 2010-talet anskaffades det många begagnade bussar från bl.a. Norden, Tyskland, Österrike, Belgien och Nederländerna. Modellerna var bl.a. Mercedes Benz Citaro, Volvo 7700 Hybrid och Volvo 7900 Hybrid. 
2011 anskaffade BKV ett antal begagnade Mercedes-Benz Citaro och som ersatte de äldsta bussarna av modellerna Ikarus 415 och Ikarus 435. Till stadslinjen 16 anskaffades det nya turkisktillverkade Karsan Atak midibussar, som ersatte de flesta bussarna av modellen Ikarus 405.  
De inhemska bussarna av märket Ikarus reducerades kraftigt under 2010-talet, då både nya och begagnade låggolvsbussar inskaffades samt att två tredjedelar av busstrafiken togs över av andra operatörer. Dessa köpte då in helt nya bussar för den trafiken.

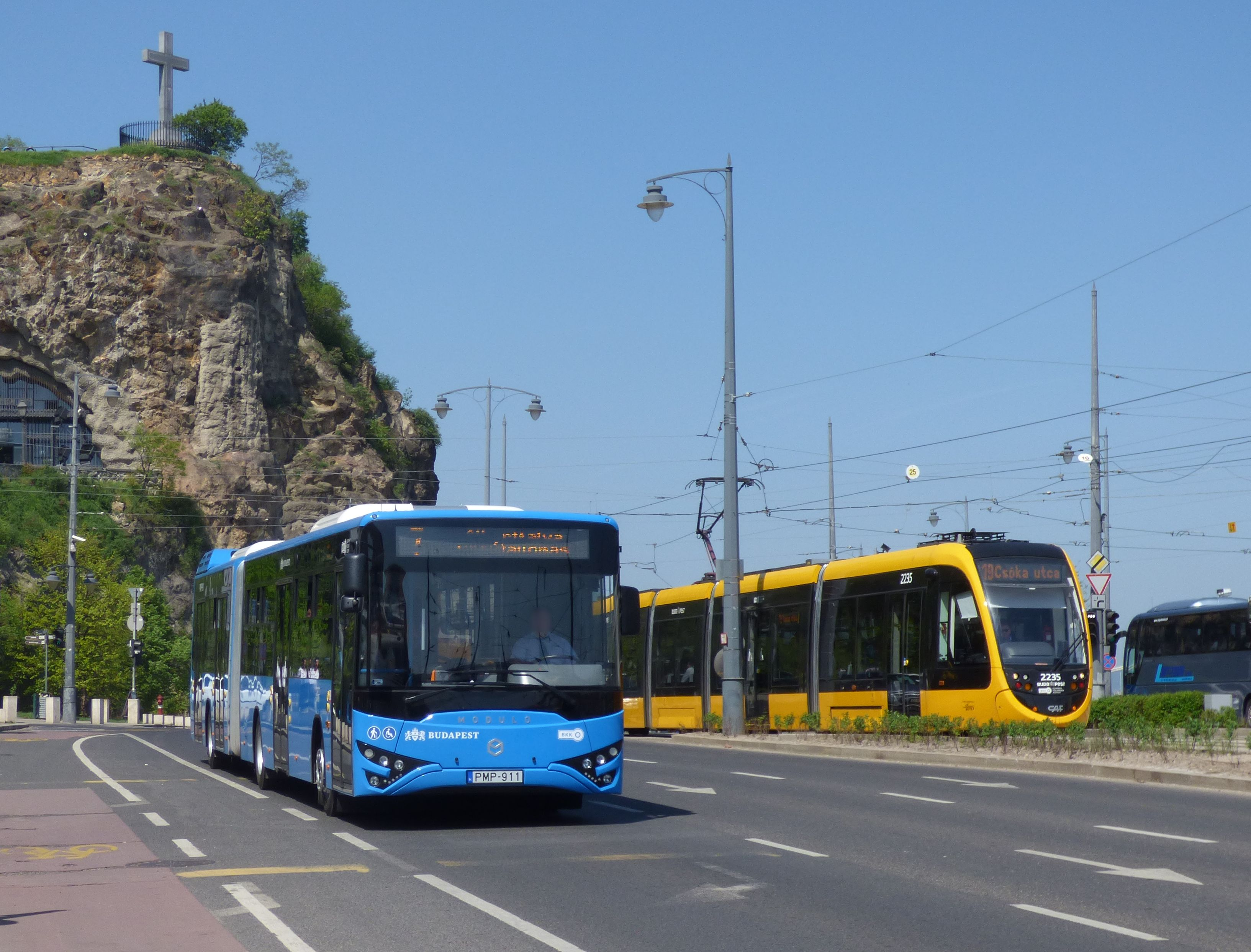
CAF-spårvagn och en Modulo-buss.